# Alfonso Martínez Domínguez
Alfonso Martínez Domínguez (* 7. Januar 1922 in Monterrey, Nuevo León; † 6. November 2002 ebenda) war ein mexikanischer Politiker des Partido Revolucionario Institucional (PRI), der unter anderem zwischen 1964 und 1965 Präsident des Abgeordnetenhauses (Cámara de Diputados), von 1968 bis 1970 Präsident des PRI sowie zwischen 1970 und 1971 als Jefe del Departamento del Distrito Federal Bürgermeister von Mexiko-Stadt war. Er wurde kurz nach der gewaltsamen Niederschlagung einer prodemokratischen Demonstration am 15. Juni 1971 seines Amtes als Bürgermeister enthoben. Außerdem war er zwischen 1979 und 1985 noch Gouverneur des Bundesstaates Nuevo León.

## Leben

### Gewerkschaftsfunktionär, Abgeordneter und Präsident des Abgeordnetenhauses
Alfonso Martínez Domínguez war der Sohn des Arztes Alfonso Martínez de la Garza und dessen Ehefrau Margarita Rafaela Domínguez Gil Samaniego sowie älterer Bruder des Wirtschaftswissenschaftlers Guillermo Martínez Domínguez, der unter anderem zwischen 1970 und 1974 Generaldirektor der Entwicklungsbank NAFIN (Nacional Financiera) war. Er selbst trat nach dem Besuch der Grundschule in Monterrey sowie der Sekundarschule in Mexiko-Stadt 1937 als Fünfzehnjähriger als Büroangestellter in den öffentlichen Dienst und war zunächst Mitarbeiter in der Regierung des Bundesdistrikts (Distrito Federal) von Mexiko-Stadt. Er fungierte zwischen 1942 und 1943 als Generalsekretär des Gewerkschaftsverbandes in einem Stadtbezirk (Delegación) von Mexiko-Stadt. Ein grundständiges Studium am Französisch-Mexikanischen Kolleg in Mexiko-Stadt schloss er mit einem Bachelor of Arts ab. 1943 wurde er Chefredakteur des Amtes für Öffentlichkeitsarbeit der Regierung des Distrito Federal und war danach zwischen 1943 und 1946 Generalsekretär des Gewerkschaftsverbandes im Bundesdistrikt.
Am 1. September 1946 wurde er als 24-Jähriger für den Partido Revolucionario Institucional (PRI) erstmals Mitglied des Abgeordnetenhauses (Cámara de Diputados), des Unterhauses des Kongresses der Union (Congreso General de los Estados Unidos Mexicanos), und vertrat in diesem bis zum 31. August 1949 den 4. Wahlbezirk des Bundesdistrikts (Distrito Federal) von Mexiko-Stadt. Während dieser 40. Legislaturperiode war er Mitglied des Ausschusses für den Bundesdistrikt, des Ausschusses für öffentliche Arbeiten sowie des Börsenausschusses. Zugleich war er 1946 Sekretär für öffentliche Aktionen im Zentralvorstand (Comité Ejecutivo Nacional) des PRI. Nach seinem Ausscheiden aus dem Abgeordnetenhaus löste er 1949 Armando Soto Ruiz als Generalsekretär des Gewerkschaftsbundes der Arbeitnehmer im Staatsdienst FSTSE (Federación de Sindicatos de Trabajadores al Servicio del Estado) ab und bekleidete diese Funktion bis zu seiner Ablösung durch Francisco Aguirre Alegría 1953.
Am 1. September 1952 wurde er abermals Mitglied des Abgeordnetenhauses und vertrat nunmehr bis zum 31. August 1955 den 17. Wahlbezirk des Hauptstadtdistrikts. Er war in dieser 42. Legislaturperiode Mitglied des Ausschusses für rechtliche Studien sowie des Tourismusausschusses. Er war außerdem 1955 Organisationssekretär des PRI im Distrito Federal. Er fungierte zwischen 1962 und 1965 als Generalsekretär der Nationalen Konföderation der Volksorganisationen CNOP (Confederación Nacional de Organizaciones Populares), einer Vereinigung innerhalb des PRI.
Er wurde am 1. September 1964 wieder Mitglied des Abgeordnetenhauses, in dem er bis zum 31. August 1967 den 4. Wahlkreis des Bundesstaates Nuevo León vertrat. In dieser 46. Legislaturperiode fungierte er zwischen dem 1. Dezember 1964 und dem 31. August 1965 als Präsident des Abgeordnetenhauses sowie als Vorsitzender des Hauptausschusses. Daneben war er auch Mitglied des Verfassungsausschusses. Während seiner Amtszeit als Präsident des Abgeordnetenhauses fungierte der spätere Abgeordnete und Gouverneur des Bundesstaates Hidalgo, Humberto Lugo Gil, als sein Privatsekretär.

### PRI-Präsident und Bürgermeister von Mexiko-Stadt
Am 27. Februar 1968 löste er Lauro Ortega Martínez als Präsident des PRI (Presidente del Partido Revolucionario Institucional) ab und bekleidete diese Funktion bis zu seiner Ablösung durch Manuel Sánchez Vite am 1. Dezember 1970.
Im Anschluss übernahm er am 1. Dezember 1970 von Alfonso Corona del Rosal den Posten als Jefe del Departamento del Distrito Federal und damit als Bürgermeister von Mexiko-Stadt. Er wurde kurz nach der gewaltsamen Niederschlagung einer prodemokratischen Demonstration am 15. Juni 1971 seines Amtes als Bürgermeister enthoben. Sein Nachfolger wurde daraufhin Octavio Sentíes Gómez. Die Proteste wurden im Juni 1971 ausgerufen, nachdem die Studenten, die an dem Tlatelolco-Protest vom 2. Oktober 1968 beteiligt gewesen waren, aus dem Gefängnis entlassen worden waren. Sicherheitskräfte in Zivil schlugen und schossen auf studentische Demonstranten, wobei schätzungsweise 30 Demonstranten ums Leben kamen. Martínez Domínguez bestritt bis zu seinem Tod jede Beteiligung und sagte, dass die beteiligten Sicherheitskräfte unter der Kontrolle des damaligen Präsidenten Luis Echeverría Álvarez standen, gegen den auch wegen des Vorfalls von 1971 und des größeren Studentenmassakers von 1968 ermittelt wurde. Echeverría Álvarez bestritt auch die Verantwortung. Menschenrechtsgruppen warfen der Regierung von Mexiko-Stadt vor, unter der Aufsicht von Echeverría eine paramilitärische Gruppe namens „Falken“ rekrutiert und ausgebildet zu haben, um politische Aktivisten zu eliminieren.

### Gouverneur von Nuevo León und Senator
1972 bewarb sich Martínez Domínguez erfolglos bei den Vorwahlen des PRI für die Kandidatur als Gouverneur von Nuevo León. Als Nachfolger von Pedro Zorrilla Martínez übernahm er aber sieben Jahre später am 1. August 1979 für eine sechsjährige Amtszeit den Posten als Gouverneur des Bundesstaates Nuevo León und hatte diesen bis zum 31. Juli 1985 inne, woraufhin Jorge Treviño Martínez seine Nachfolge antrat. Er war ferner zwischen 1987 und 1988 Generaldirektor für Flughäfen und Hilfsdienste im Ministerium für Kommunikation und Transport (Secretaría de Comunicaciones y Transportes).
Er wurde am 1. September 1988 Mitglied des Senats (Senado de México), des Oberhauses des Kongresses der Union, dem er als Vertreter des Bundesstaates Nuevo León in der 54. und 55. Legislaturperiode bis zum 31. August 1994 angehörte. Am 1. September 1997 wurde er auf der Liste des PRI wieder Mitglied des Senats und gehörte diesem bis zum 31. August 2000 an.
Er war mit María Lourdes Campos Licastro verheiratet.

## Veröffentlichungen
- Los gobernantes de México desde 1821, 2. Auflage, 1985